# القصب (شقراء)
القصب، هو مركز من فئة (أ) يقع بالقرب من محافظة شقراء، والتابعة لمنطقة الرياض في السعودية. ويبعد القصب عن محافظة شقراء بمسافة تقارب (35) كم.
هي أحد أكبر البلدات بمنطقة الوشم، وتتبع إداريا محافظة شقراء، تقع في قلب الجزيرة العربية إلى الشمال الغربي من مدينة الرياض، وسط المملكة العربية السعودية. وتشتهر بإنتاج الملح المستخرج من جوف الأرض، وتنتج ما يربو على ثلث احتياج المملكة من الملح الخشن، واستفادت القصب من النهضة العمرانية والخدماتية التي شملت معظم مناطق ومحافظات المملكة، إذ تعتبر حاليا مدينة حديثة مكتملة الخدمات، وتبعد قرابة 150 كم شمال غرب العاصمة الرياض.

## القصب في التاريخ
ذكر عبد الله بن خميس في معجم اليمامة القصب: 
- في سنة 1015هـ هجم الشريف محسن بن حسين بن حسن بن أبي نمي على بلدة القصب، وقام بنهبها وقتل من فيها حتى أنهُ قتل رئيسها.
- في سنة 1010هـ انتقل الشيخ أحمد بن محمد بن عبد الله بن بسام إلى بلدة القصب وظل قاضياً فيها لمدةٍ.
- في سنة 1106هـ توفي إبراهيم بن راشد بن مانع رئيس بلدة القصب، وتولى بعده ابنه عثمان.
- في سنة 1111هـ انتقل ابن يوسف رئيس بلدة الحريق إلى بلدة القصب بسبب الفتنة التي حصلت بينه وبين بني عمه.
- في سنة 1124هـ وقع في القصب وباء شديد مات فيه خلقٌ كثير.

جاء في تاريخ نجد لحسين بن غنام:
- في عام 1172هـ غزا عبد العزيز بن محمد بن سعود، ونزلوا القصب، وحصل قتال بينه وبين أهلها قُتل خلالها سيف بن ثقبة.[2]

## الوصف
القصب مدينة صغيرة مسوّرة بحاجز طيني يبلغ أربعة أمتار ويزيد، وبعرض يصل إلى المترين أو أكثر، بني بطريقة العروق وهي أن يخلط الطين بعد أن ينقع الماء فيه مكوناً مزيجاً ليناً فترة طويلة تصل إلى يومين أو أكثر ثم يخلط ويرص الطين مكوناً طبقات فوق بعض وكل طبقه تسمى عرقاً ويرفع الجدار قرابة العشرة عروق حتى يصعب هدمه ويقلل من تأثير المياه عليه وللسور بوابات شرقية وغربية وشمالية تفتح نهاراً وتغلق في الليل إلى أن توحدت المملكة العربية السعودية على يد الملك عبد العزيز بن عبد الرحمن آل سعود حيث عم الأمان في جميع الأوطان وليس في القصب وحدها وقبل قليل قلت أن لهذا السور ثلاث بوابات الأولى الشرقية وهي باب المجيبيب والثانية الغربية وهي باب الحوطة والثالثة الشمالية وهي باب البرج وبداخل السور كانت توجد المباني حيث أنها بنيت من الطين وبعضها بني من الحجر ولم تبنى كلها من الحجر لسبب واحد وهو أن المدينة تخلو من الأحجار فيضطرون إلى الذهاب كيلوات لجلب الحجر وبعضهم لا يستطيع الذهاب فيأخذ من الموجود بالمدينة كما أن أسقف الدور موضوعة من خشب الأثل وجريد النخل وجذوعها وهي أسقف قوية تعيش فترةً طويلة والأبواب عبارة عن جذوع نخل منشورة على هيئة مستطيلات يصف بعضها إلى بعض يشدها ثلاث أخشاب داخلية وثلاث أخرى خارجية تضرب بمسامير طويلة تعطي في النهاية أبوابا خشبية قوية تصمد حتى أمام الحريق البسيط كما يوجد في هذه الأبواب أقفال تسمى (مجرى) و (سكرة) وتستعمل السكرة طيلة النهار أما المجرى فيستخدم في الليل أو إذا أراد صاحب البيت السفر حيث انه لا يفتح إلا بمفتاح له سنة خاصة كما أن الغرف التي بداخل البيت لها مسميات فمثلاً المجلس للرجال يسمى (القهوة أو الروشن)
إذا كان في الدور الثاني من المنزل وعدتاً يكون للقهوة باب مستقل ودرج من الشارع كما يوجد في الدار (صفة) وهي عبارة عن حجرة كبيرة توجد فيها المواد الغذائية وحاجات أهل الدار كما يوجد (بيت الحطب) وهو ملحق بالقهوة كما يوجد بيت الخلاء في أعلى المنزل وهو مكان صغير يحقق الستر لمن فيه ومتصل بالأرض على شكل برج فيه باب في أسفله لتنظيفه علماً بان مثل هذا البرج لا يوجد في كل الدور وإنما في بعضها أما الغالبية فهي في الدور الثاني وغير متصلة بالأرض كما يوجد في الدور نوافذ على شكل مثلثات ونقوش تزين المظهر الخارجي للمنزل ولو نظرنا إلى المنازل في ذلك الوقت لوجدنا أنها مترتبة ومصممة بطرق سليمة مع العلم أن الذي بنا تلك الدور ليسو مهندسين وإنما اكتسبوا ذلك عن طريق الخبرة وهذا إن دل على شيء فهو على الذكاء والفطنة، أما بالنسبة للشوارع فهي ضيقة بعضها يصل إلى مترين وبعضها إلى ثلاثة أمتار ووضعت تلك الشوارع لكي يعبر معها الناس والدواب ولم توضع لمرور السيارات وبالتالي هي ضيقة في الوقت الحاضر، كما يوجد فيها برج وهو بناء دائري أو مربع مرتفع يستخدم للحرب والدفاع ويعلوه رجال مسلحين أما المجباب فهو الصاباط وهو جزء من الشارع مسقوف وفوقه غرفة لاحد المنازل كما يوجد خارج مدينة القصب القديمة وعلى بعد خمسمائة متر تقريباً شرقاً وبجوار المحاربية والهد بانية والحديثي مكان مرتفع عبارة عن تل يعلو عن سطح الأرض المجاورة وقد بني فوقه بناء دائري مرتفع يقال له (مرقب) ويصعد فيه رجل حاد البصر فطن مدرك للمنطقة المحيطة بالقصب عارف بالدروب يسمى (رقيبة) والرقيبة هو كل من يرقب البعيد، هذا وصف لبعض ملامح القصب القديمة أما بالنسبة للقصب الجديدة أو ما يسمى بالمخطط فهو يقع في الجهة الجنوبية عن الديرة القديمة وهو يختلف تماماً عن الديرة القديمة حيث قام به البنيان المسلح الذي يحمل الطراز الحديث كما سفلتت الطرق وزينت بالأرصفة والأنوار كما يوجد بها الحدائق ومعظم الخدمات كالمرافق الصحية والمدارس الحديثة بجميع مراحلها وبعض الأدارت الحكومية كالرئاسة العامة لتعليم البنات والبريد وهيئة الأمر بالمعروف والنهي عن المنكر والمجمع القروي الذي انشئ عام 1400هـ وكان من الخدمات التي يقدمها تطوير مدينة القصب ومن حولها حيث قام بوضع المخطط الجديد الذي يبعد عن المدينة القديمة نصف كيلو ووفر الأراضي للمواطنين بالمجان كما قام بتوزيع أراضي الخدمات العامة لجهات الاختصاص وهي 4 مساجد بإلإضافة إلى سبعة قائمه و6 مدارس بنين وبنات ومرافق للهاتف والأمارة والدفاع المدني ومركز هيئة الأمر بالمعروف والنهي عن المنكر والبريد والمكتبة العامة وقام بتسوير الحدائق وتشجيرها وإنشاء ملعب للأطفال قدره (4096 متر مربع) وتسوير المقابر والحفر القديمة وردم البرك والمستنقعات وإنشاء مجموعة أشكال جمالية فبالتالي الدور الذي قام به المجمع القروي ليس بالسهل حيث انه هو الذي أتشاء مدينة حضارية تنافس غيرها من المدن وبالتالي القصب ليست اقل من غيرها حيث يوجد بها ما يوجد بالمدن الأخرى من أجهزة الدولة.

## المعالم
يقوم سكان مدينة القصب في كل شتاء بهجرة جماعية عن القرية ويسكنون في قصور كبيرة المساحة تحيط بها أراضي زراعية والسبب في تلك الهجرة هي رغبة أهل القصب في الزراعة ليتسنا لهم الحصول على القمح لسنوات قادمة وكانت كل عائلة أو أكثر تسكن في قصر طيلة فترة الشتاء واليك أخي القارئ بعض أسماء القصور الموجودة في القصب:-
- شعيب أبا الجرفان وفيه أبا الجرفان والوحيمدية وقصر آل شلال والحسيان وصاهود.
- شعيب أبا طليحات وفيه دمعه والعليا والشيبانية والحفيرة والمذيهينات والحسي.
- شعيب ودي السدر وفيه ودي السدر الأعلى والأسفل وأم سدرة والد لامية وطريبيقة وغيرها كثير من القصور وان اذكر ذلك على سبيل التعريف فقط وليس على سبيل الحصر

## الجغرافيا

### التضاريس والجيولوجيا
تتميز أرض مدينة القصب بالاستواء أي أنها تقع في سهول منبسطة لا تكاد ترى فيها ما يعلو عن السطح ألا قليل من الحافات المجاورة للأودية الجافة المنحدرة من جبال طويق ولهذا كثرت حولها الرياض مثل روضة العكرشية في الشمال الغربي والروضة الجنوبية الغربية وارض في الشرق يطلق عليها اسم الروض لانبساط أرضها ونباتها في الربيع وتميل الأرض باتجاه الجنوب وعلى هذا يتبع السيل اتجاه الانحدار وبالتالي نجد أن أودية القصب تنحدر من مرتفعات طويق في الشمال الشرقي وتصب كلها في سبخة جنوبية، ومن الأودية الموجودة في القصب:-
1- الباطن في الغرب وتقع القصب على حافته الشرقية وينحدر من الشمال والشمال الشرقي.
2- شعيب اباطليحات ويقع إلى الغرب من أبا الجرفان.
وغيرها كثير من الأودية علماً بان جميع شعبان القصب يقطعها عرضياً طريق حريملاء القصب القادم من الرياض.
أما بالنسبة للمناخ فهو لا يختلف عن مناخ نجد فانه يكون حار في الصيف بارد في الشتاء أما بالنسبة للأمطار فهي قليلة وغير منتظمة.
تتميز أرض مدينة القصب بالاستواء أي أنها تقع في سهول منبسطة لا تكاد ترى فيها ما يعلو عن السطح ألا قليل من الحافات المجاورة للأودية الجافة المنحدرة من جبال طويق ولهذا كثرت حولها الرياض مثل روضة العكرشية في الشمال الغربي والروضة الجنوبية الغربية وارض في الشرق يطلق عليها اسم الروض لانبساط أرضها ونباتها في الربيع وتميل الأرض باتجاه الجنوب وعلى هذا يتبع السيل اتجاه الانحدار وبالتالي نجد أن أودية القصب تنحدر من مرتفعات طويق في الشمال الشرقي وتصب كلها في سبخة جنوبية، ومن الأودية الموجودة في القصب:-
1- الباطن في الغرب وتقع القصب على حافته الشرقية وينحدر من الشمال والشمال الشرقي.
2- شعيب اباطليحات ويقع إلى الغرب من أبا الجرفان.
وغيرها كثير من الأودية علماً بان جميع شعبان القصب يقطعها عرضياً طريق حريملاء القصب القادم من الرياض.
أما بالنسبة للمناخ فهو لا يختلف عن مناخ نجد فانه يكون حار في الصيف بارد في الشتاء أما بالنسبة للأمطار فهي قليلة وغير منتظمة.

### الحياة الفطرية
تتوفر المياه في القصب بكثرة حيث أنها تقع على ضفاف وادي كبير تغذيه كثير من الأودية والشعاب بالإضافة إلى الآبار التي قاموا بحفرها حيث تزيد على ثلاثمائة بئر تغذيها السيول ومن هذه الآبار (ركية عثمان)و (ذهيبهة)
و (وأم الذهب)و (الخيس) و (حكة) و (مليطة)وغيرها كثير.
أما بالنسبة للنباتات فيوجد بها أشجار وأعشاب متنوعة منها النخل والسلم والسدر والاثل والحمض والشبرم والجثجاث والكليب والصخير والطبطاب والشيح والحماري والعراد والجعد والعرفج والشري وغيرها كثير من الأعشاب.

## النشاط الاقتصادي
إن الملح هو الثروة بالنسبة للقصب حيث يطلق عليه اسم (الذهب الأبيض) فمباشرةً أتحدث عن الطريقة التي يصنع فيها أو يستخرج منها الملح فأولا لابد لهذا المشروع من تحقيق ثلاث عناصر حتى يتم بنجاح وهي تحديد المكان الذي سوف يستخرج منه الملح وملكية المكان ثم بعد ذلك تأتي عملية الحفر والتجهيز ثم المراقبة والإنتاج، وعملية استخراج الملح عملية ليست بالغة الصعوبة بل لا يوجد بها صعوبة فهي كالتالي أولا لابد أن تكون الأرض المقام عليها المشروع إما مؤجرة أو مملوكة فمن الصعب أن تقوم مشروع على أرض لاتعلم من هي له ثانياً الحفر والتجهيز وهي تكمن في- حفر عين وتسمى الجفر أي ما يشبه البئر الواسعة – بناء خزان – تجهيز البرك الضخمة – تجهيز طرق السيارات من اجل الشحن – تجهيز وإنشاء غرف العمال – تأمين آلات الضخ من ماكينة وأنابيب وتعتبر هذه المرحلة هي المكلفة ثالثاً المراقبة والإنتاج حيث انه على العمال مراقبة الماء إذا نقص وإضافة ماء عذب عليه حتى لا يكون شديد الملوحة وعندما يمكث فترة من الزمن ويتبخر فانهم يقومون بحمل الطبقة العليا منه وترك الطبقة السفلى لأنها تكون مليئة بالتراب هذه باختصار عملية استخراج الملح.

## التركيبة السكانية
بعد أن تحدثنا عن الهيكل الخارجي لمدينة القصب سوف نتحدث عن سكان هذه المدينة من حيث عددهم وعاداتهم والأعمال التي يقومون بها فبدايتاً يقدر عدد السكان بحوالي ثلاثة آلاف نسمة وذلك في الإحصائية القديمة أما الآن فيقدرون بخمسة آلاف نسمه منهم من ذهب إلى الرياض ومنهم من ذهب إلى مناطق أخرى وذلك لطلب العيش والرزق ومنهم من مكث فيها، أما العادات فهي قد لا تختلف عن غيرها من القرى المجاورة لها فالأسرة تعيش تحت سقف واحد وهي مكونة من الأب والأم والأولاد حتى وان كبر الولد فانه يعيش مع أهله وذلك لحبه للبيت الذي عاش وترعرع فيه وكذا حبه وصلة رحمه لوالديه فهذه عادة حسنة حبذا لو طبقها الجميع وأيضا من العادات الدارجة في ذلك الوقت وحتى الوقت الحاضر هو ما يفعل في الأعياد حيث يقوم أهل الشارع بتأدية صلاة العيد ومن ثم إخراج الطعام ووضعه على سفرة واحدة حتى يتسنى للجميع الأكل من جميع الأطعمة وهذه العملية تعبير عن فرحة المسلمين لإنهاء شهر الصوم ومن الأطعمة التي تقدم مثل الجريش والقرصان بحيث تقوم المرأة بالاستعداد لذلك قبل العيد بثلاثة أيام ومن العادات أيضا أن الأطفال يذهبون ويطرقون الأبواب على أهل الحي لكي يقدموا لهم هدية العيد ومن العادات مثلا في حالة الزواج عدم التصريح المباشر ببن أهل الزوج والزوجة المتوقعة وانما يبدأ بالتلميح بان يقول نرغب في القرب أو غيرها من العبارات المشابهة ثم يقومون أهل الزوجة باستشارة البنت فان وافقت تحدثوا عن التفاصيل وبالنسبة لإخبار الناس لايتم ذلك الأبعد أن ينتهي كل شيء، كما أن هناك العاب يتسلون فيها الأطفال في ذلك الوقت منها الكير والمطارحة والكعابة وعظيم سرى والصويباء والطيبان وغيرها من الألعاب، أما بالنسبة للأعمال التي يقومون بها فأولها التجارة حيث كان أهل القصب لهم باع طويل فيها فالشيء الذي حمسهم على التجارة هو تجارة الملح فكانوا يعملون في تصنيعه وتصديره أما ألان فقد استحوذت العمالة الأجنبية على هذه الصنعة حيث أن أهل القصب قد التحقوا بالوظائف الحكومية ولم يعد عندهم وقت لهذه العملية ومن الأعمال التي يقومون بها هي تربية الإبل والأبقار والأغنام وكذلك بدئت تندثر هذه الوظيفة وذلك لسبب انتقالهم إلى أماكن لا يوجد بها مكان لوضع حيواناتهم بها وكذلك من الأعمال الزراعة حيث أن القصب اشتهرت بزراعة القمح حيث قامت بتصديره إلى صوامع الغلال وكذلك اشتهرت بوفرة النخيل وكذا زراعة البطيخ والشمام والفواكه الأخرى ولكنها قليلة، هذه الأعمال التي يقومون بها أناس القصب بالإضافة إلى الوظائف الحكومية التي تقلدوها.

## التعليم
لقد كان للسكان حظ وافر من العلم حيث كانوا يحفظون القران الكريم على أيدي القراء، وكان منهم الشيخ عبد العزيز بن محارب ومنهم معلمة النساء أم هديب ومنهم منيرة الراشد رحمهم الله وكانوا يعيشون في جو من الروحانية ومن الطاعة والإيمان كما أن بعضهم كان يدرس على أيدي علماء متمرسين في الدين وفي اللغة والأدب وغيرها من العلوم كما أنهم يقطعون مسافات طويلة لاجل طلب العلم والحصول عليه وكانوا يكافحون ويتعبون حتى يحصلون على أعلى الشهادات كما أنهم يتسمون بالذكاء والحنكة والرأي الصائب والدليل على ذلك انهم تقلدوا مناصب عليا في الدولة.
وكان لقدوم الشيخ عبد الله بن محمد الفنتوخ - تأثير كبير على أهالي القصب من الناحية الدينية حيث تولى إمامة الجامع وكان له شأن في الدورات العلمية.

## السيادة والحكم
إ
علماً بأن أمراء تلك الفترة وما قبلها هم من بني خالد كذلك ما بعد تلك
الفترة بقليل أي بعد عام 1015هـ وذلك لأن كل أو جل سكان القصب من بني خالد.
ويأتي بعد ذلك الأمير والشاعر جبر بن سيار، وهو مشهور بثلاث خصال
هي كونه أميراً للقصب، وشاعر مشهور، بالإضافة لوثيقة في النسب
مخطوطة يتداولها المهتمون بذلك.
الأمير: سيف بن ثقبة الخالدي.
ثم الأمير: هلال وقد عاصر الشاعر حميدان الشويعر
ثم الأمير: سلمان، من عائلات القصب المتأخرى ن يليه بعد فترة.
الأمير: إبراهيم بن منيع
الأمير: عبد العزيز بن قاسم
الأمير: محمد بن قاسم
وكانت فتراتهم قصيرة نسبياً
الأمير: محمد بن فوزان حوالي 23 سنة
الأمير: عثمان بن شعلان حوالي 8 سنوات
الأمير ناصر بن إبراهيم السويد حوالي 7 سنوات
الأمير: محمد بن سويد أقل من سابقه
الأمير: عبد الرحمن بن منيع حوالي 5 سنوات
الأمير: راشد بن محمد الراشد حوالي 14 سنة
الأمير: عثمان بن راشد بن محمد راشد حوالي 10 سنوات
الأمير: عبد الله بن إبراهيم بن سويد. حوالي 22 سنة
الأمير: محمد بن سعد بن قاسم 32 سنة وتعتبر أطول فترة
والامير: محمد بن غنام الخالدي امير القصب في فترة حملة إبراهيم باشا على نجد 1232 هـ ويعتبره البعض اخر امراء بني خالد بالقصب.
كما أن فترة الأمير محمد بن قاسم هذا تخلف عن سابقاتها في مصدر ما يتقاضاه الأمير مقابل تفرغه للإمارة حيث كانت مخصصات الأمير تدفع من عموم السكان وفي فترة الأمير محمد بن قاسم أصبحت الدولة هي التي تدفع للأمير مخصصاته.
الأمير: عبد الله بن محمد بن عثمان القاسم.
- وحاليا رئيس مركز القصب: سعد بن إبراهيم القاسم .[3]
- ورئيس بلدية القصب: م. مطلق أبوثنين